# Olympische Sommerspiele 1992/Handball
Bei den XXV. Olympischen Spielen 1992 in Barcelona wurden zwei Wettbewerbe im  Handball in der Arena Palau d’Esports de Granollers ausgetragen. Bei den Herren setzte sich etwas unerwartet das Team EUN (Vereintes Team) aus den ehemaligen Sowjetrepubliken gegen Schweden durch. Bei den Damen gewann Südkorea vor Norwegen.

## Männer

### Medaillengewinner
| Gold | Silber | Bronze |
| --- | --- | --- |
| Vereintes Team Andrei Lawrow Igor Wassiljew Jurij Hawrylow Andrei Barbaschinski Serhij Bebeschko Waleri Gopin Wassili Kudinow Talant Dujshebaev Michail Jakimowitsch Oleg Grebnew Oleg Kisseljow Igor Tschumak Andrej Minevski Pawel Sukosjan Dmitri Filippow Wjatscheslaw Gorpischin Trainer: Spartak Mironowitsch | SchwedenMats Olsson Robert Hedin Magnus Wislander Anders Bäckegren Ola Lindgren Per Carlén Erik Hajas Magnus Cato Axel Sjöblad Robert Andersson Pierre Thorsson Patrik Liljestrand Staffan Olsson Magnus Andersson Tommy Suoraniemi Tomas Svensson Trainer: Bengt Johansson | FrankreichPhilippe Médard Pascal Mahé Philippe Debureau Denis Lathoud Denis Tristant Gaël Monthurel Alain Portes Éric Quintin Jean-Luc Thiébaut Philippe Gardent Thierry Perreux Laurent Munier Frédéric Perez Jackson Richardson Stéphane Stoecklin Frédéric Volle Trainer: Daniel Costantini |

### Vorrundenspiele

#### Gruppe A
| Rang | Land             | S | G | U | V | Tore    | Punkte |
| ---- | ---------------- | - | - | - | - | ------- | ------ |
| 1    | Schweden         | 5 | 5 | 0 | 0 | 118:86  | 10     |
| 2    | Island           | 5 | 3 | 1 | 1 | 101:99  | 7      |
| 3    | Südkorea         | 5 | 3 | 0 | 2 | 114:115 | 6      |
| 4    | Ungarn           | 5 | 2 | 0 | 3 | 102:108 | 4      |
| 5    | Tschechoslowakei | 5 | 1 | 1 | 3 | 94:92   | 3      |
| 6    | Brasilien        | 5 | 0 | 0 | 5 | 96:125  | 0      |

| Datum     | Ortszeit  | Begegnung        | Begegnung | Begegnung        | Ergebnis      |
| --------- | --------- | ---------------- | --------- | ---------------- | ------------- |
| 27. Juli  | 11:30 Uhr | Schweden         | –         | Tschechoslowakei | 20:14 (8:7)   |
| 27. Juli  | 14:30 Uhr | Island           | –         | Brasilien        | 19:18 (10:10) |
| 27. Juli  | 19:00 Uhr | Südkorea         | –         | Ungarn           | 22:18 (11:11) |
| 29. Juli  | 10:00 Uhr | Schweden         | –         | Südkorea         | 26:18 (15:6)  |
| 29. Juli  | 14:30 Uhr | Ungarn           | –         | Brasilien        | 27:21 (10:10) |
| 29. Juli  | 20:30 Uhr | Island           | –         | Tschechoslowakei | 16:16 (9:9)   |
| 31. Juli  | 11:30 Uhr | Südkorea         | –         | Tschechoslowakei | 20:19 (7:11)  |
| 31. Juli  | 14:30 Uhr | Island           | –         | Ungarn           | 22:16 (10:3)  |
| 31. Juli  | 19:00 Uhr | Schweden         | –         | Brasilien        | 22:15 (11:7)  |
| 2. August | 10:00 Uhr | Island           | –         | Südkorea         | 26:24 (11:14) |
| 2. August | 16:00 Uhr | Schweden         | –         | Ungarn           | 25:21 (14:10) |
| 2. August | 19:00 Uhr | Tschechoslowakei | –         | Brasilien        | 27:16 (9:9)   |
| 4. August | 11:30 Uhr | Ungarn           | –         | Tschechoslowakei | 20:18 (9:8)   |
| 4. August | 14:30 Uhr | Südkorea         | –         | Brasilien        | 30:26 (16:13) |
| 4. August | 20:30 Uhr | Schweden         | –         | Island           | 25:18 (12:7)  |

#### Gruppe B
| Rang | Land           | S | G | U | V | Tore    | Punkte |
| ---- | -------------- | - | - | - | - | ------- | ------ |
| 1    | Vereintes Team | 5 | 5 | 0 | 0 | 121:98  | 10     |
| 2    | Frankreich     | 5 | 4 | 0 | 1 | 111:98  | 8      |
| 3    | Spanien        | 5 | 3 | 0 | 2 | 97:98   | 6      |
| 4    | Rumänien       | 5 | 1 | 1 | 3 | 107:115 | 3      |
| 5    | Deutschland    | 5 | 1 | 1 | 3 | 97:103  | 3      |
| 6    | Ägypten        | 5 | 0 | 0 | 5 | 92:113  | 0      |

| Datum     | Ortszeit  | Begegnung      | Begegnung | Begegnung   | Ergebnis      |
| --------- | --------- | -------------- | --------- | ----------- | ------------- |
| 27. Juli  | 10:00 Uhr | Rumänien       | –         | Ägypten     | 22:21 (10:12) |
| 27. Juli  | 16:00 Uhr | Vereintes Team | –         | Deutschland | 25:15 (12:7)  |
| 27. Juli  | 20:30 Uhr | Frankreich     | –         | Spanien     | 18:16 (7:7)   |
| 29. Juli  | 11:30 Uhr | Vereintes Team | –         | Frankreich  | 23:22 (14:12) |
| 29. Juli  | 16:00 Uhr | Rumänien       | –         | Deutschland | 20:20 (13:9)  |
| 29. Juli  | 19:00 Uhr | Spanien        | –         | Ägypten     | 23:18 (11:11) |
| 31. Juli  | 10:00 Uhr | Vereintes Team | –         | Ägypten     | 22:18 (12:9)  |
| 31. Juli  | 16:00 Uhr | Frankreich     | –         | Deutschland | 23:20 (10:9)  |
| 31. Juli  | 20:30 Uhr | Spanien        | –         | Rumänien    | 21:20 (14:9)  |
| 2. August | 11:30 Uhr | Frankreich     | –         | Rumänien    | 26:20 (12:11) |
| 2. August | 14:30 Uhr | Deutschland    | –         | Ägypten     | 24:16 (13:5)  |
| 2. August | 20:30 Uhr | Vereintes Team | –         | Spanien     | 24:18 (10:5)  |
| 4. August | 10:00 Uhr | Frankreich     | –         | Ägypten     | 22:19 (10:7)  |
| 4. August | 16:00 Uhr | Vereintes Team | –         | Rumänien    | 27:25 (12:12) |
| 4. August | 19:00 Uhr | Spanien        | –         | Deutschland | 19:18 (8:8)   |

### Finalrunde
|  | Halbfinale                | Halbfinale                |                           |         | Finale                    | Finale                    |
|  |                           |                           |                           |         |                           |                           |
|  | Schweden                  | 25 (10)                   |                           |         |                           |                           |
|  | Frankreich                | 22 (10)                   |                           |         |                           |                           |
|  | 6. August 1992, 19:00 Uhr |                           |                           |         |                           |                           |
|  |                           |                           | 8. August 1992, 17:00 Uhr |         |                           |                           |
|  | Schweden                  | 20 (09)                   |                           |         |                           |                           |
|  |                           | Vereintes Team            | 22 (09)                   |         |                           |                           |
|  |                           |                           |                           |         |                           |                           |
|  | Spiel um Platz drei       |                           |                           |         |                           |                           |
|  | 6. August 1992, 21:00 Uhr | 6. August 1992, 21:00 Uhr | Frankreich                | 24 (12) |                           |                           |
|  | Vereintes Team            | 23 (11)                   | Island                    | 20 (09) |                           |                           |
|  | Island                    | 19 (09)                   |                           |         | 8. August 1992, 15:00 Uhr | 8. August 1992, 15:00 Uhr |

#### Halbfinale
| Datum, Uhrzeit          | Team 1         | Team 2     | Ergebnis      |
| ----------------------- | -------------- | ---------- | ------------- |
| 6. Aug. 1992, 19:00 Uhr | Schweden       | Frankreich | 25:22 (10:10) |
| 6. Aug. 1992, 21:00 Uhr | Vereintes Team | Island     | 23:19 (11:9)  |

#### Spiele um Plätze 5 bis 12
| Datum, Uhrzeit          | Team 1           | Team 2      | Ergebnis                  |
| ----------------------- | ---------------- | ----------- | ------------------------- |
| Spiel um Platz 11       |                  |             |                           |
| 7. Aug. 1992, 14:00 Uhr | Ägypten          | Brasilien   | 27:24 n.V. (22:22) (10:8) |
| Spiel um Platz 9        |                  |             |                           |
| 7. Aug. 1992, 16:00 Uhr | Tschechoslowakei | Deutschland | 20:19 (11:8)              |
| Spiel um Platz 7        |                  |             |                           |
| 7. Aug. 1992, 19:00 Uhr | Rumänien         | Ungarn      | 19:23 (9:13)              |
| Spiel um Platz 5        |                  |             |                           |
| 7. Aug. 1992, 21:00 Uhr | Südkorea         | Spanien     | 21:36 (10:18)             |

#### Spiel um Platz 3
| Datum, Uhrzeit          | Team 1     | Team 2 | Ergebnis     |
| ----------------------- | ---------- | ------ | ------------ |
| 8. Aug. 1992, 15:00 Uhr | Frankreich | Island | 24:20 (12:9) |

#### Finale
| Datum, Uhrzeit          | Team 1   | Team 2         | Ergebnis    |
| ----------------------- | -------- | -------------- | ----------- |
| 8. Aug. 1992, 17:00 Uhr | Schweden | Vereintes Team | 20:22 (9:9) |

Die Halbzeitergebnisse sind in Klammern gesetzt.

### Allstar-Team
| Position         | Name              | Land           |
| ---------------- | ----------------- | -------------- |
| Tor:             | Andrei Lawrow     | Vereintes Team |
| Linksaußen:      | Waleri Gopin      | Vereintes Team |
| Rückraum links:  | Denis Lathoud     | Frankreich     |
| Rückraum Mitte:  | Talant Dujshebaev | Vereintes Team |
| Rückraum rechts: | Chi-Hyo Cho       | Südkorea       |
| Rechtsaußen:     | Pierre Thorsson   | Schweden       |
| Kreis:           | Per Carlén        | Schweden       |

### Torschützenliste
| Nr. | Spieler              | Land           | Spiele | Tore |
| --- | -------------------- | -------------- | ------ | ---- |
| 1.  | Talant Dujshebaev    | Vereintes Team | 7      | 47   |
| 2.  | Chi-Hyo Cho          | Korea Sud      | 6      | 45   |
| 3.  | Valdimar Grímsson    | Island         | 7      | 35   |
| 4.  | Robert Licu          | Rumänien       | 6      | 30   |
|     | Erik Hajas           | Schweden       | 6      | 30   |
|     | Alberto Urdiales     | Spanien        | 4      | 30   |
| 7.  | Michail Jakimowitsch | Vereintes Team | 7      | 29   |
| 8.  | Waleri Gopin         | Vereintes Team | 7      | 27   |
|     | Valentin Zaharia     | Rumänien       | 6      | 27   |

## Frauen

### Medaillengewinnerinnen
| Gold | Silber | Bronze |
| --- | --- | --- |
| Südkorea Moon Hyang-Ja Nam Eun-Young Lee Ho-Youn Lee Mi-Young Hong Jeong-Ho Lim O-Kyung Min Hye-Sook Park Jeong-Lim Oh Seong-ok Jang Ri-Ra Kim Hwa-Sook Park Kap-Sook Cha Jae-Kyung | Norwegen Hege Kirsti Frøseth Tonje Sagstuen Hanne Hogness Heidi Sundal Susann Goksør Cathrine Svendsen Mona Dahle Siri Eftedal Henriette Henriksen Ingrid Steen Karin Pettersen Annette Skotvoll Kristine Duvholt Heidi Tjugum | Vereintes Team Swetlana Bogdanowa Natalja Derjugina Galina Onoprijenko Tetjana Horb Elina Gussewa Larisa Kiseljowa Marina Basanowa Natalja Morskowa Ljudmila Guds Swetlana Prjachina Natalja Anissimowa Galina Borsenkowa Tatjana Dschandschgawa |

### Vorrunde

#### Gruppe A
| Datum      |                | Ergebnis |                |
| ---------- | -------------- | -------- | -------------- |
| 30.07.1992 | Deutschland    | 32:17    | Nigeria        |
| 30.07.1992 | Vereintes Team | 23:16    | USA            |
| 01.08.1992 | Nigeria        | 18:26    | Vereintes Team |
| 01.08.1992 | USA            | 16:32    | Deutschland    |
| 03.08.1992 | USA            | 23:21    | Nigeria        |
| 03.08.1992 | Vereintes Team | 28:22    | Deutschland    |

| Pl. | Verein         | Sp. | S | U | N | Tore    | Diff. | Punkte |
| --- | -------------- | --- | - | - | - | ------- | ----- | ------ |
| 1.  | Vereintes Team | 3   | 3 | 0 | 0 | 077:560 | +21   | 06:00  |
| 2.  | Deutschland    | 3   | 2 | 0 | 1 | 086:610 | +25   | 04:20  |
| 3.  | USA            | 3   | 1 | 0 | 2 | 055:760 | −21   | 02:40  |
| 4.  | Nigeria        | 3   | 0 | 0 | 3 | 056:810 | −25   | 00:60  |

#### Gruppe B
| Datum      |            | Ergebnis |            |
| ---------- | ---------- | -------- | ---------- |
| 30.07.1992 | Österreich | 20:16    | Spanien    |
| 30.07.1992 | Norwegen   | 16:27    | Südkorea   |
| 01.08.1992 | Spanien    | 16:20    | Norwegen   |
| 01.08.1992 | Südkorea   | 27:27    | Österreich |
| 03.08.1992 | Norwegen   | 19:17    | Österreich |
| 03.08.1992 | Südkorea   | 28:18    | Spanien    |

| Pl. | Verein     | Sp. | S | U | N | Tore    | Diff. | Punkte |
| --- | ---------- | --- | - | - | - | ------- | ----- | ------ |
| 1.  | Südkorea   | 3   | 2 | 1 | 0 | 082:610 | +21   | 05:10  |
| 2.  | Norwegen   | 3   | 2 | 0 | 1 | 055:600 | −5    | 04:20  |
| 3.  | Österreich | 3   | 1 | 1 | 1 | 064:620 | +2    | 03:30  |
| 4.  | Spanien    | 3   | 0 | 0 | 3 | 050:680 | −18   | 00:60  |

### Finalrunde

#### Halbfinale
| Datum      |          | Ergebnis |                |
| ---------- | -------- | -------- | -------------- |
| 06.08.1992 | Norwegen | 24:23    | Vereintes Team |
| 06.08.1992 | Südkorea | 26:25    | Deutschland    |

#### Spiele um die Plätze 5 bis 8
| Datum            |            | Ergebnis |         |
| ---------------- | ---------- | -------- | ------- |
| Spiel um Platz 7 |            |          |         |
| 08.08.1992       | Spanien    | 26:17    | Nigeria |
| Spiel um Platz 5 |            |          |         |
| 08.08.1992       | Österreich | 26:17    | USA     |

#### Spiel um Platz 3
| Datum      |                | Ergebnis |             |
| ---------- | -------------- | -------- | ----------- |
| 08.08.1992 | Vereintes Team | 24:20    | Deutschland |

#### Finale
| Datum      |          | Ergebnis |          |
| ---------- | -------- | -------- | -------- |
| 08.08.1992 | Südkorea | 28:21    | Norwegen |